# Quinta Lega
La Quinta Lega di calcio svizzero è l'ultimo livello su una scala di 9. Essa è gestita dalle autorità regionali del calcio.

## Storia
La quinta lega è nata nel 1989 per sopperire alla eliminazione della Terza Lega élite. Da quell'anno fino al 2001 è stato il settimo livello nazionale, per poi passare all'ottavo e ricoprire il ruolo di nono a partire dal 2012. In questo campionato partecipa la squadra di calcio di Campione d'Italia, comune italiano della provincia di Como ma enclave in Svizzera

### Denominazioni
- dal 2012: Quinta Lega

## Elenco dei gironi per Cantone
Il numero di partecipanti ai gironi può variare nel corso delle stagioni.

### Canton Argovia
Di seguito la struttura dei campionati di Quinta Lega dall'AFV - Aargauischer Fussballverband (Canton Argovia)
- Gruppo 1 - 12 squadre.
- Gruppo 2 - 12 squadre.
- Gruppo 3 - 12 squadre.

### Canton Berna - Canton Giura
Di seguito la struttura dei campionati di Quinta Lega dall' 'AFBJ - Association de football Berne/Jura (Canton Berna/Canton Giura)
- Gruppo 1 - 10 squadre.
- Gruppo 2 - 10 squadre.
- Gruppo 3 - 9 squadre.
- Gruppo 4 - 10 squadre
- Gruppo 5 - 10 squadre
- Gruppo 6 - 10 squadre
- Gruppo 7 - 10 squadre
- Gruppo 8 - 10 squadre

### Svizzera Centrale
Di seguito la struttura dei campionati di Quinta Lega dall'IFV - Innerschweizerischer Fussballverband (Svizzera Centrale)
- Gruppo 1 - 10 squadre.
- Gruppo 2 - 10 squadre.
- Gruppo 3 - 9 squadre.
- Gruppo 4 - 9 squadre

### Svizzera Nordoccidentale
Di seguito la struttura dei campionati di Quinta Lega dall'FVNWS - Fussballverband Nordwestschweiz (Svizzera Nordoccidentale)
- Gruppo 1 - 11 squadre.
- Gruppo 2 - 10 squadre.
- Gruppo 3 - 11 squadre.
- Gruppo 4 - 10 squadre
- Gruppo 5 - 10 squadre.

### Svizzera Orientale
Di seguito la struttura dei campionati di Quinta Lega dall'OFV - Ostschweizer Fussballverband (Svizzera Orientale)
- Gruppo 1 - 9 squadre.
- Gruppo 2 - 9 squadre.
- Gruppo 3 - 9 squadre.
- Gruppo 4 - 9 squadre.
- Gruppo 5 - 9 squadre.
- Gruppo 6 - 9 squadre.
- Gruppo 7 - 9 squadre.
- Gruppo 8 - 9 squadre.
- Gruppo 9 - 9 squadre.
- Gruppo 10 - 9 squadre.

### Canton Soletta
Di seguito la struttura dei campionati di Quinta Lega dall'SKFV - Solothurner Kantonal-Fussballverband (Canton Soletta)
- Gruppo 1 - 12 squadre.
- Gruppo 2 - 12 squadre.

### Canton Zurigo
Di seguito la struttura dei campionati di Quinta Lega dall'FVRZ - Fussballverband Region Zürich (Canton Zurigo)
- Gruppo 1 - 9 squadre.
- Gruppo 2 - 10 squadre.
- Gruppo 3 - 10 squadre.
- Gruppo 4 - 10 squadre
- Gruppo 5 - 9 squadre.
- Gruppo 6 - 9 squadre
- Gruppo 7 - 10 squadre.
- Gruppo 8 - 9 squadre.

### Canton Ticino
Di seguito la struttura dei campionati di Quinta Lega dall'FTC - Federazione ticinese di calcio (Canton Ticino)
- Gruppo 1 - 12 squadre.
- Gruppo 2 - 12 squadre.

### Canton Friburgo
Di seguito la struttura dei campionati di Quinta Lega dall'AFF - Association fribourgeoise de football (Canton Friburgo)
- Gruppo 1 - 10 squadre.
- Gruppo 2 - 10 squadre.
- Gruppo 2 - 11 squadre.
- Gruppo 4 - 10 squadre.
- Gruppo 5 - 10 squadre.

### Canton Ginevra
Di seguito la struttura dei campionati di Quinta Lega dall'ACGF - Association cantonale genevoise de football (Canton Ginevra)
- Gruppo 1 - 13 squadre.
- Gruppo 2 - 12 squadre.

### Canton Neuchâtel
Di seguito la struttura dei campionati di Quinta Lega dall'ANF - Association neuchâteloise de football (Canton Neuchâtel)
1 gruppo da 13 squadre.

### Canton Vallese
Di seguito la struttura dei campionati di Quinta Lega dall'AVF - Association valaisanne de football (Canton Vallese)
- Gruppo 1 - 5 squadre.
- Gruppo 2 - 11 squadre.
- Gruppo 3 - 10 squadre.

### Canton Vaud
Di seguito la struttura dei campionati di Quinta Lega dall'ACVF - Association cantonale vaudoise de football (Canton Vaud)
- Gruppo 1 - 10 squadre.
- Gruppo 2 - 10 squadre.
- Gruppo 3 - 10 squadre.
- Gruppo 4 - 10 squadre.
- Gruppo 5 - 10 squadre.